# Bob Astor
Bob Astor als Robert E. Dade geboren (* 5. Oktober 1915 in New Orleans; † nach 1967) war ein US-amerikanischer Komponist und Bandleader des Swing.

## Leben und Wirken
Bob Astor begann seine Karriere als Trompeter und Schlagzeuger in kleineren Ensembles in der Gegend um New Orleans und dem östlichen Texas. Er zog dann ins südliche Kalifornien und gründete dort 1940 seine erste Band, mit der er in Hermosa Beach debütierte; sein Orchester war das erste an der Westküste der USA, in dem auch afroamerikanische Musiker spielten. Später ging Bob Astors Band auch im Mittelwesten und im Osten der USA auf Tourneen; es hatte u. a. längere Engagements im Elms Ballroom in Youngstown (Ohio) und im William Penn Hotel in Pittsburgh. Obwohl Astor zahlreiche Titel komponierte und ein Vertrag mit Decca Records kurz vor dem Abschluss stand, entstanden infolge des Schallplattenstreiks keine Aufnahmen des Orchesters, in dem eine Reihe von später bekannten Musikern spielten, wie u. a. Jack Nimitz, Shelly Manne, Zoot Sims, Les Elgart, Larry Elgart, Dave Pell, Illinois Jacquet, Marty Napoleon, Tommy Allison und Neal Hefti; Themensong der Band war „Blue Lights“ (komponiert von Astor). Mitte der 40er Jahre löste Astor die Band auf und betätigte sich als Radio-Discjockey in Kalifornien. In den 1960er Jahren arbeitete er im Musikgeschäft als Künstleragent der New Yorker Shaw Agency und gehörte 1964 zu den Organisatoren der Amerikatournee der Beatles.
In Erinnerung blieb Bob Astor durch die Songwriter-Teamarbeit mit dem Pianisten George Williams, die gemeinsam eine Reihe von Titeln im Bereich des Jive und Rhythm and Blues schrieben. Songs wie „Fat Sam From Birmingham“, wurden u. a. von Bandleadern wie Louis Jordan und King Pleasure aufgenommen; die Astor/Williams Ballade „I Remember Harlem“ wurde durch die Interpretation des Trompeters Roy Eldridge bekannt. Zu Bob Astors weiteren Kompositionen gehörten „If You Don't Believe I'm Leaving, Count the Days I'm Gone“, „Here Comes the Judge“, „In the Cool of the Evening“, „There Ain't No Flies on Me“, „Fat Sam“, „You're My Baby“ und „I'm the Butcher Boy“.
Bob Astor ist nicht mit dem gleichnamigen Vokalisten zu verwechseln, der Ende der 1920er Jahre in Arthur Briggs’ Savoy Syncopators Orchestra sang.